# Igreja Matriz de Caminha
A Igreja Matriz de Caminha também referida como Igreja de Nossa Senhora da Assunção, localiza-se na vila e município de Caminha, distrito de Viana do Castelo, em Portugal.
Igreja paroquial sob a invocação de Nossa Senhora da Assunção, é um dos edifícios religiosos mais vastos e importantes do norte do país.
A Igreja Paroquial de Caminha está classificada como Monumento Nacional desde 1910.

## História
Foi erguida no interior da cerca medieval da vila, sobre os vestígios de uma primitiva capela românica, da qual subsistem um pórtico (hoje obstruido) e uma cachorreira do lado norte.
Os seus trabalhos iniciaram-se em 1488 sob orientação dos biscainhos Tomé de Tolosa e Francisco Fial, ao quais se seguiram outros mestres de origem biscainha e galega, entre os quais se destacam os nomes de João de Tolosa e Pero Galego. Os trabalhos desenvolveram-se com lentidão, tendo sido concluídos em 1556 com a torre da fachada principal. Por essa razão, o templo apresenta uma complexa combinação de estilos e influências.
Encontra-se classificado como Monumento Nacional desde 16 de junho de 1910.
Em nossos dias, após intervenção de restauro, limpeza e estabilização da estrutura, foi reaberto em 2008.

## Características
O edifício foi edificado em alvenaria de pedra de granito da região. Apresenta planta de três naves, a central mais elevada, frequente em igrejas góticas do norte do país, embora incorporando elementos manuelinos e renascentistas.
As naves estão separadas por arcos de volta inteira assentes em colunas cilíndricas; acima dos arcos, na nave central, corre um valioso friso de azulejos policromados quinhentistas.

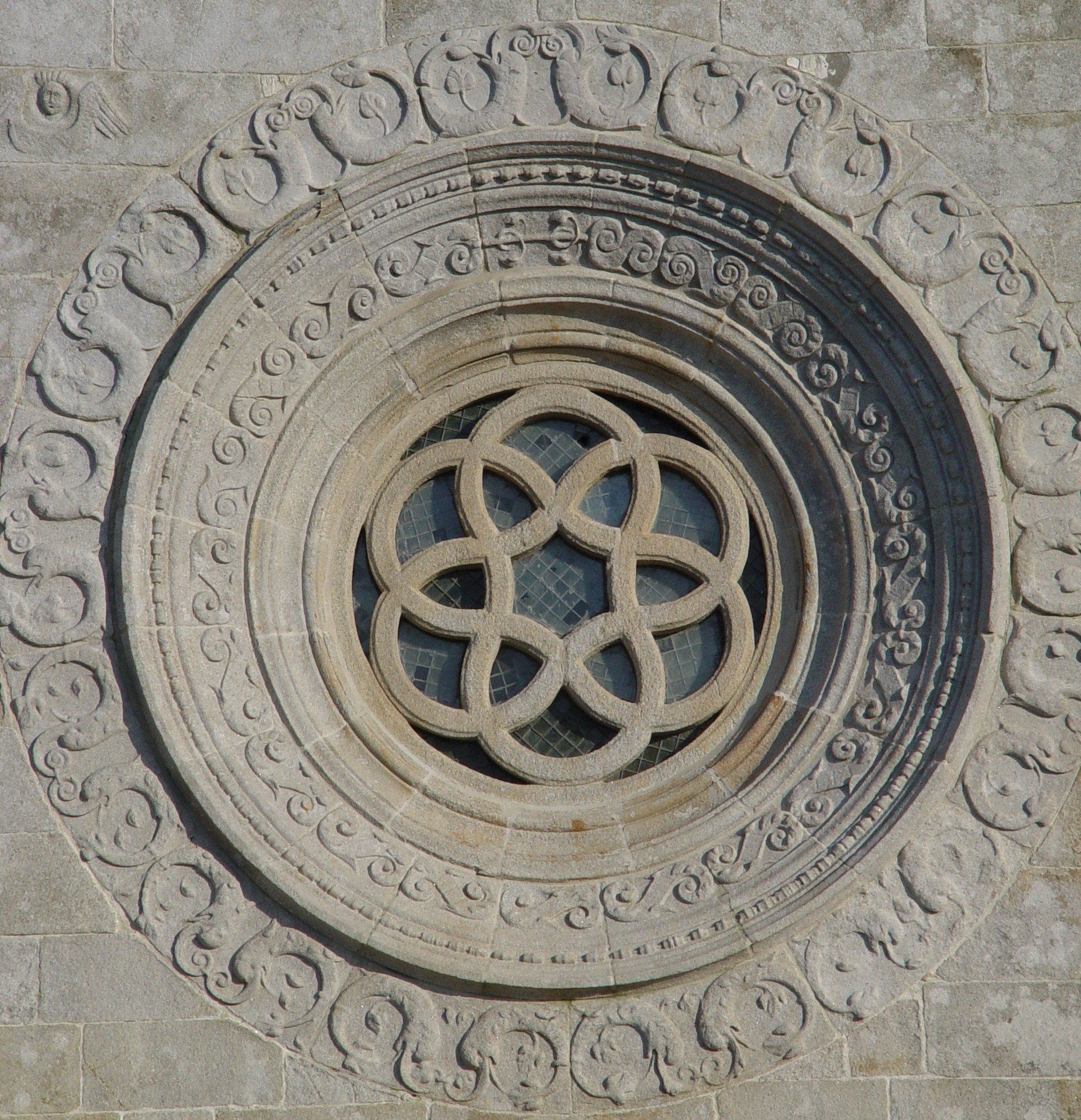
Rosácea

Elementos manuelinos e platerescos predominam na estrutura e decoração externa da cabeceira, aparentada com as da Sé de Braga e de Santa Maria Mayor de Pontevedra. Ambos os portais são renascentistas. O portal principal, a poente e bastante erodido, está encimado por uma rosácea. O portal meridional, atribuído a João de Tolosa, apresenta a decoração escultórica mais elaborada e a iconografia mais complexa de todo o conjunto.
No interior merece realce o riquíssimo tecto de alfarge que cobre as três naves, em madeira de castanho, considerado como umas melhores obras de carpintaria artística do país. Da autoria de Francisco Muñoz, entalhador galego natural de Tui, foi concluído em 1565. A sua decoração, com forte influência mudéjar, também incorpora elementos magrebinos e mesmo indianos, não tendo paralelo em Portugal. Foi cuidadosamente restaurado entre 1941 e 1943.
A Capela dos Mareantes (1511), a mais vasta e sumptuosa da igreja, abre-se sobre a nave lateral esquerda por um amplo arco clássico, considerado como a primeira obra documentada do Renascimento em Portugal. O altar da capela de Nossa Senhora do Rosário, na capela absidial esquerda, está encimado por uma Árvore de Jessé em talha barroca, obra de Manuel Pinto Vilalobos (1704). Na capela do Santíssimo, na capela absidial direita, destaca-se um grande tabernáculo em talha dourada representando cenas da Paixão, da autoria de Francisco Fernandes (1674). O púlpito em granito do lado do Evangelho e os frisos de azulejos das naves laterais também merecem realce.
A platibanda manuelina que encimava o conjunto foi muito danificada por uma tempestade em Janeiro de 1636, que também destruiu parte da torre sineira. A igreja foi bombardeada por tropas espanholas durante a Guerra da Restauração. O edifício foi drasticamente restaurado durante a década de 1930, tendo sido removidas várias capelas laterais e completamente destruidos o coro-alto, órgãos, e a maioria dos elementos decorativos barrocos. Uma parte do tecto do coro alto foi reaproveitada para cobertura do Salão de Actos da Câmara Municipal, onde ainda se encontra.

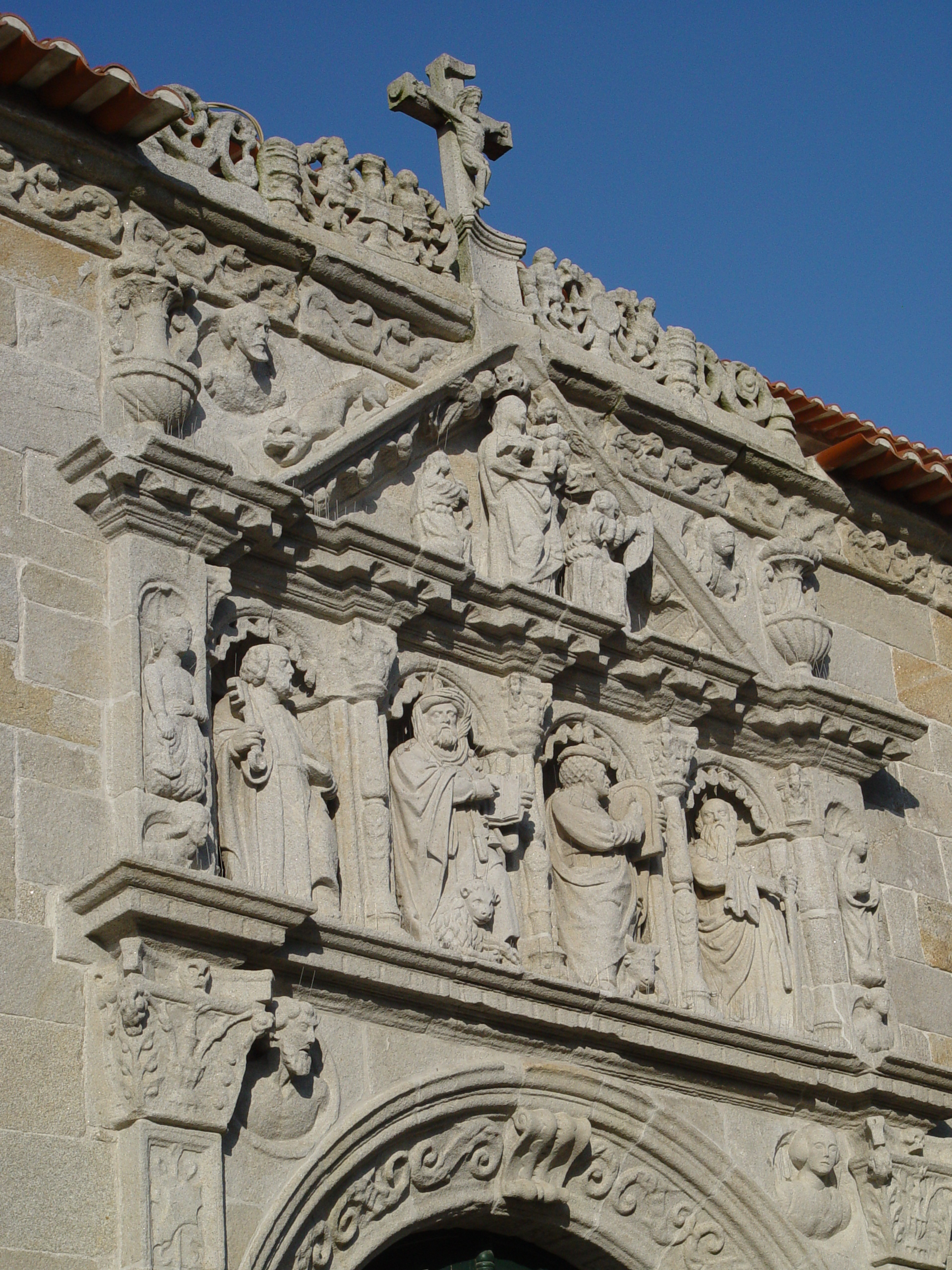
Portal ocidental.
- Portal lateral.
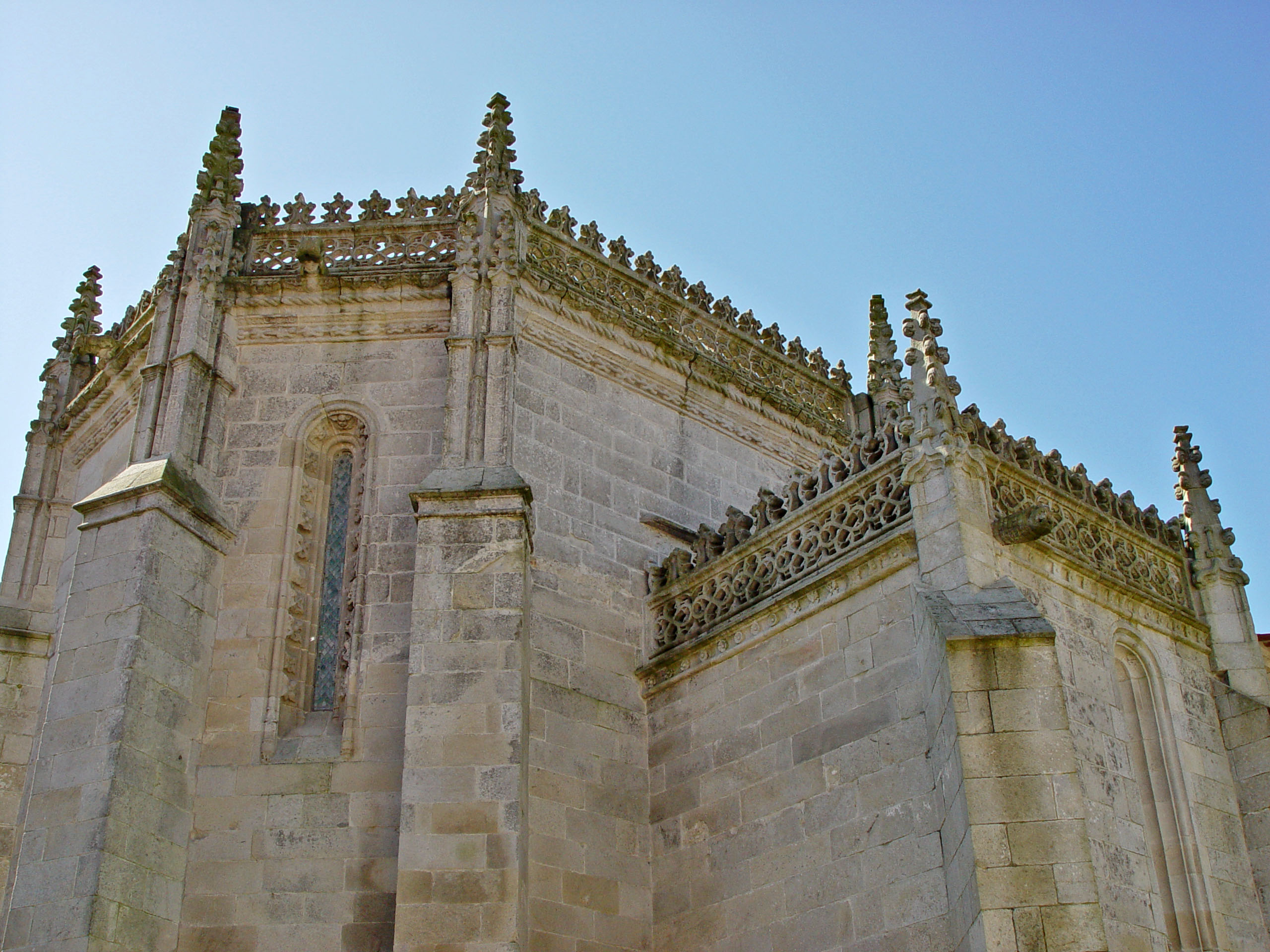
Cabeceira.
- Vista interior.